# Palatin

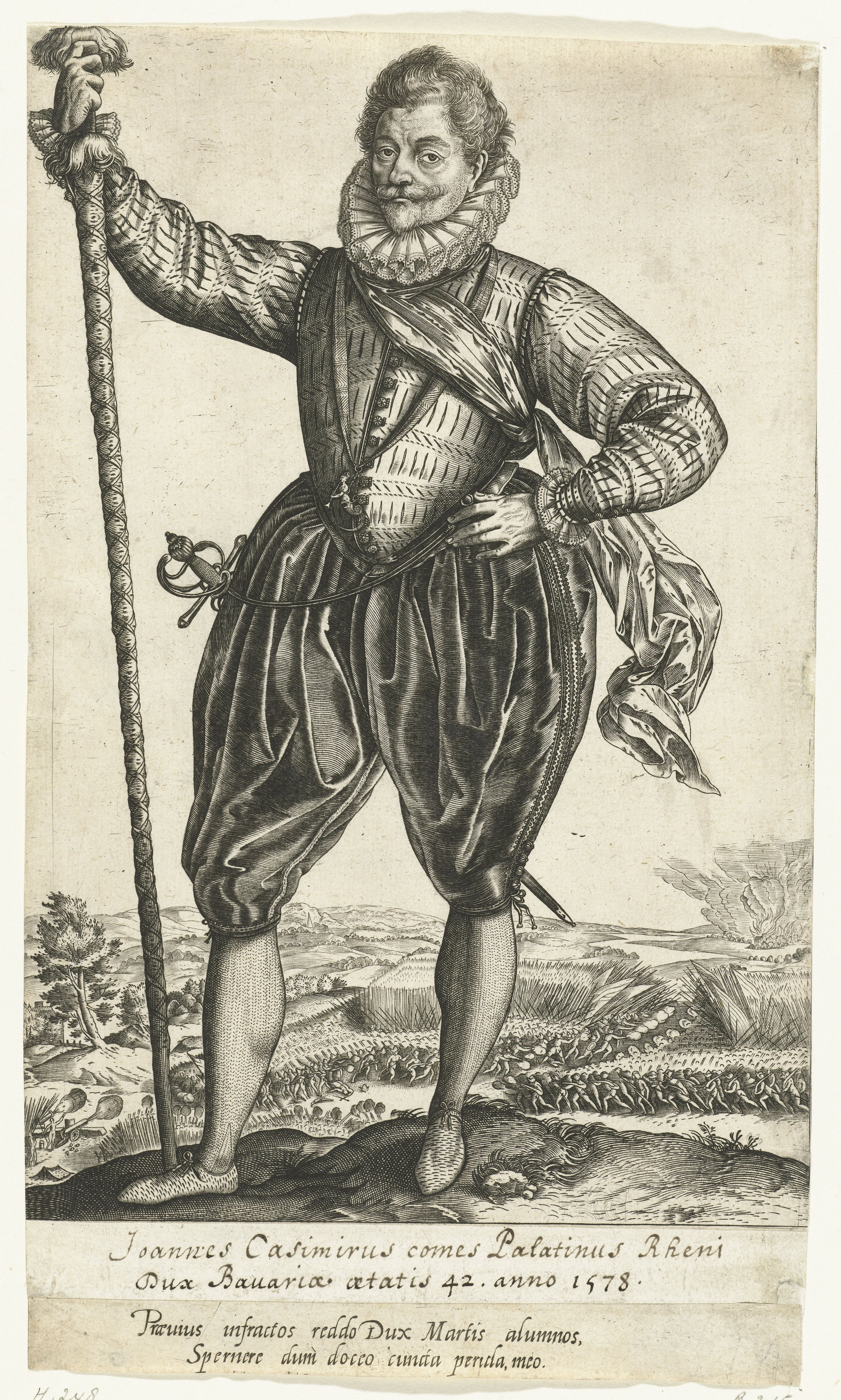
Jan Kazimír jak palatin bavorský.

Palatin, někdy také paladin (z lat. comes palatinus, comes palatii) byl původně představený panovnického paláce (majordomus, hofmistr), který měl na starosti provoz dvora a panovníka někdy zastupoval jako soudce apod. Později vysoký šlechtický nebo církevní titul.

## Starověký původ
Název je odvozen od pahorku Palatinu, na němž byl podle pověsti založen starověký Řím a kde si císař Augustus dal postavit honosný dům, který se nazýval Palatium (odtud se odvozuje název palác). Císařská osobní garda sídlila v kasárnách, které se nazývaly Schola Palatina. Jako palatinus se označoval také císařův nejvyšší komorník a titul se užíval i v Byzanci.

## Středověk
Od raného středověku, v 5. až 9. století se představený královského či císařského dvora nazýval comes palatinus nebo jen palatinus a palatin. Jemu byl podřízen celý dvorský aparát, staral se o praktický provoz panovníkovy domácnosti i dvorské kanceláře a postupem času panovníka také zastupoval, zejména na soudech. Ve středověkých pověstech o dvoře Karla Velikého se členové jeho nejbližší rytířské družiny nazývali také palatini (paladini).
Poněkud jinou funkci měli palatini za německých císařů v 10. až 13. století, kdy působili jako panovníkovi náměstci a jeho jménem spravovali určité provincie. Protože slovo palatium převzala stará němčina jako Pfalz, nazývali se také falckrabě a jejich provincie (palatinát) se označovala Pfalz či falc. Titul palatina obnovil Karel IV., ale jen s omezenými pravomocemi. 
V katolické církvi se jako judices palatini označovali nejvyšší hodnostáři papežského dvora, kteří měli na starosti určité oblasti činnosti a tedy podobnou funkci jako současní ministři.

## Novověk
Palatináty jako provincie, spravované šlechtici s královskou pravomocí, existovaly v novověku ve Velké Británii a některých jejích koloniích, v Polsku, kde se tak překládal titul vévody (wojwoda) a v dalších zejména východoevropských zemích. Zvláštní význam měl palatin v Uhrách, kde byl původně také představeným královského dvora, nejvyšším soudcem a předsedou sněmu, který ho od 14. století také volil. Později rakouští císařové často dosazovali do funkce palatina své příbuzné arcivévody. V Německu v 19. století byl Paladin titul vysokého šlechtického hodnostáře v císařských službách. 